# Hedy Graber
Hedy Graber (* 1961) ist eine Schweizer Managerin. Ab 2004 leitete sie die Direktion Kultur und Soziales beim Migros-Genossenschafts-Bund. Sie verantwortete in dieser Funktion die Ausrichtung der kulturellen und sozialen Projekte des Migros-Kulturprozents. Unter ihrer Leitung entstand 2012 der Förderfonds Engagement Migros. Sie gilt als eine der einflussreichsten Personen in der privaten Schweizer Kulturförderung. 2015 wurde sie zur Europäischen Kulturmanagerin des Jahres gewählt.

## Leben und Wirken
Die Tochter von Hedy Salquin, der ersten Schweizer Dirigentin, und eines Kaufmanns, wuchs in Kriens auf.  Graber studierte an der Universität Genf Kunstgeschichte und Germanistik sowie Fotografie an der Ecole d’Arts Visuels.
Nach ihrem Studium wurde sie 1990 Co-Leiterin der Kunsthalle Palazzo in Liestal. Anschliessend war sie bei der Galerie Fischer Auktionen in Luzern als Direktorin der Abteilung für Moderne Kunst tätig. 1998 übernahm sie die Funktion der Beauftragten für Kulturprojekte im Kanton Basel-Stadt, bevor sie 2004 als Leiterin der Direktion Kultur und Soziales zum Migros-Genossenschafts-Bund nach Zürich wechselte. Im Herbst 2024 wurde sie pensioniert. Mira Song hat am 1. September 2024 die Leitung der Direktion Gesellschaft & Kultur von Hedy Graber übernommen. Im Dezember 2024 wurde bekannt, dass Hedy Graber an der Generalversammlung der Tonhalle-Gesellschaft Zürich AG vom 29. Januar 2025 um das Präsidium der Tonhalle-Gesellschaft Zürich, dem Trägerverein des Tonhalle-Orchester Zürich, als Nachfolger von Martin Vollenwyder kandidiert.

## Mitgliedschaften
- Präsidentin Verein Forum Kultur und Ökonomie[8]
- Mitglied Fachhochschulrat der Hochschule Luzern (September 2015 bis Dezember 2023)[9][10]

## Auszeichnungen
2015: Europäische Kulturmanagerin des Jahres